# Vectigal
El vectigal (del llatí vectigale i aquest de vehere, "transportar") era un impost indirecte que gravava diferents activitats, en particular la circulació de mercaderies, en les societats precapitalistes. Era col·lectat per una unitat política local, normalment l'autoritat municipal.

## Història
A l'antiga Roma, s'aplicava aquest nom a l'impost indirecte i a les rendes deduïdes del fisc, en concepte d'explotació, per arrendament de les terres (agri vectigales) o altres dominis (ports, rius, llacs, boscos, pastures, mines, salines, etc.) pertanyents a l'estat. Per extensió i amb el temps, vectigal passà a indicar també altres categories d'impostos, entre els quals el portorium, sobre duanes i peatges, que gravava certes mercaderies que entraven a l'àrea controlada per una autoritat local, responsable de la seva col·lecta, però també d'altres de molt diversa índole, com ara el que pagaven les prostitutes (el vectigal ex capturis, creat per Calígula) o el que gravava la recollida de l'orina (el vectigal urinae, creat per Vespasià). L'expressió esdevingué, de fet, sinònim d'impost indirecte. Aquests impostos eren recaptats per publicani i per societates vectigales de caràcter privat fins que els emperadors aconseguiren introduir funcionaris específics. A l'Imperi Romà d'Orient designava l'impost indirecte que gravava la venda i la circulació de productes. Les entrades per aquest concepte es destinaven a la reparació de muralles, ponts i altres obres públiques similars.
A l'Europa medieval, l'impost sobre el tràfic de mercaderies era conegut, a França i també a altres indrets, amb el nom d'octrois, nom que es mantingué viu fins després de la Segona Guerra Mundial.
A Mallorca, des del segle xiii al xviii, el vectigal era un impost sobre l'exportació de producte del país. El 1403 el rei Martí l'Humà va establir un vectigal sobre el tràfic de mercaderies d'un diner per lliura. La resistència de Ferran d'Antequera a pagar aquest impost provocà el cèlebre enfrontament del vectigal (1416).
Per influència humanística, es va estendre l'ús d'aquest nom a altres imposicions del mateix caràcter. Bon exemple d'això fou el vectigal in puellas, introduït a la Prússia de principis del segle xviii per gravar la solteria femenina. A la Catalunya del segle xviii també significava impost indirecte.

## Altres significats
En català occidental s'utilitza per a referir-se figuradament a una molèstia feixuga (recollit per Enric Valor).